# Morti nel 1970/Agosto
| Questa pagina contiene informazioni ricavate automaticamente dalle voci biografiche con l'ausilio del template Bio e di un bot. L'aggiornamento è periodico e automatico e ricostruisce completamente la pagina. Se manca una persona in questa lista, sei pregato di non aggiungerla, ma accertati piuttosto che la sua voce biografica contenga il template Bio e che i dati anagrafici siano correttamente compilati. Se il template Bio manca, inseriscilo tu stesso o, in alternativa, metti l'avviso {{tmp\|Bio}} che ne segnala la mancanza. Se i dati riportati sono sbagliati, correggi direttamente la voce biografica; le modifiche saranno visibili in questa lista entro pochi giorni. Per chiarimenti vedi il progetto biografie. La lista contiene solo le 69 persone che sono citate nell'enciclopedia e per le quali è stato implementato correttamente il template Bio. Pagina aggiornata al 3 mar 2024. |

- 1º agosto - Gianfranco Bianchin, ciclista su strada italiano (n. 1947)
- 1º agosto - Frances Farmer, attrice statunitense (n. 1913)
- 1º agosto - Paolo Lami, calciatore italiano (n. 1907)
- 1º agosto - Giuseppe Pizzardo, cardinale italiano (n. 1877)
- 1º agosto - Otto Heinrich Warburg, medico e fisiologo tedesco (n. 1883)
- 2 agosto - Salvatore Cherubino, matematico italiano (n. 1885)
- 2 agosto - Jean Dessès, stilista greco (n. 1904)
- 3 agosto - Gérard Isbecque, calciatore francese (n. 1897)
- 3 agosto - Heinz London, fisico tedesco (n. 1907)
- 5 agosto - Otto Hardwick, sassofonista statunitense (n. 1904)
- 5 agosto - Richard Peirse, generale e aviatore inglese (n. 1892)
- 6 agosto - Albin Kitzinger, calciatore tedesco (n. 1912)
- 7 agosto - Giorgi K'vinit'adze, generale georgiano (n. 1874)
- 8 agosto - Pierre Weiss, generale, aviatore e scrittore francese (n. 1889)
- 9 agosto - Riccardo Ravagnan, politico, avvocato e partigiano italiano (n. 1894)
- 10 agosto - Nikolaj Ėrdman, drammaturgo e sceneggiatore sovietico (n. 1900)
- 10 agosto - Zaccaria Giacometti, giurista svizzero (n. 1893)
- 10 agosto - Tetsu Komai, attore giapponese (n. 1894)
- 10 agosto - Joe Lapchick, cestista e allenatore di pallacanestro statunitense (n. 1900)
- 10 agosto - Bernd Alois Zimmermann, compositore tedesco (n. 1918)
- 11 agosto - Giovanni Polvani, fisico italiano (n. 1892)
- 11 agosto - Franz Alfred Schilder, biologo tedesco (n. 1896)
- 12 agosto - Teymur Bakhtiar, generale iraniano (n. 1914)
- 12 agosto - Glenn Hartranft, pesista e discobolo statunitense (n. 1901)
- 12 agosto - Arne Nyberg, calciatore svedese (n. 1913)
- 12 agosto - Luigi Picchi, organista e compositore italiano (n. 1899)
- 13 agosto - Michael Michaelsen, pugile danese (n. 1899)
- 14 agosto - Steve Darrell, attore statunitense (n. 1904)
- 14 agosto - Vano Il'ič Muradeli, compositore georgiano (n. 1908)
- 14 agosto - Alberto Pumarejo, politico colombiano (n. 1893)
- 15 agosto - Archimede Mischi, generale italiano (n. 1885)
- 15 agosto - Georg Svensson, pallanuotista svedese (n. 1908)
- 15 agosto - Duane Thompson, attrice statunitense (n. 1903)
- 15 agosto - Angelo Zambarbieri, vescovo cattolico italiano (n. 1913)
- 16 agosto - Beniamino Bufano, scultore italiano (n. 1898)
- 16 agosto - Ulderico Fabbri, scultore italiano (n. 1897)
- 16 agosto - Charles des Jamonières, tiratore a segno francese (n. 1902)
- 17 agosto - Lois Butler, sciatrice alpina e aviatrice canadese (n. 1897)
- 17 agosto - Antonio Pensa, anatomista italiano (n. 1874)
- 18 agosto - Soledad Miranda, attrice spagnola (n. 1943)
- 18 agosto - Furio Monticelli, generale italiano (n. 1888)
- 19 agosto - Joe Hamood, cestista statunitense (n. 1943)
- 19 agosto - Werner Max Moser, architetto e designer svizzero (n. 1896)
- 20 agosto - Mickey Daniels, attore statunitense (n. 1914)
- 20 agosto - Sergej Romanov, calciatore russo (n. 1897)
- 20 agosto - Román Viñoly Barreto, regista e sceneggiatore uruguaiano (n. 1914)
- 21 agosto - Giovanni Tonetti, partigiano e politico italiano (n. 1888)
- 22 agosto - Bernardo Giner de los Ríos, architetto, scrittore e politico spagnolo (n. 1888)
- 22 agosto - Hermann Knaus, chirurgo austriaco (n. 1892)
- 22 agosto - Adolf Merkl, giurista e filosofo austriaco (n. 1890)
- 22 agosto - Vladimir Jakovlevič Propp, linguista e antropologo russo (n. 1895)
- 23 agosto - Babe Ziegenhorn, cestista statunitense (n. 1918)
- 25 agosto - Max Abegglen, calciatore svizzero (n. 1902)
- 25 agosto - Karl Casper, generale tedesco (n. 1893)
- 25 agosto - Giuseppe Grabbi, calciatore italiano (n. 1901)
- 25 agosto - Tachū Naitō, architetto e ingegnere giapponese (n. 1886)
- 26 agosto - Vasco Cavani, calciatore italiano (n. 1909)
- 26 agosto - Adhemar Pimenta, allenatore di calcio brasiliano (n. 1896)
- 27 agosto - Bruno Ciari, pedagogista italiano (n. 1923)
- 28 agosto - Théo Sarapo, cantante e attore francese (n. 1936)
- 29 agosto - André Borel, calciatore svizzero (n. 1893)
- 30 agosto - Bruno Franceschini, militare austriaco (n. 1894)
- 30 agosto - Friedrich Frisius, ammiraglio tedesco (n. 1895)
- 30 agosto - Nicola Girace, schermidore italiano (n. 1907)
- 30 agosto - Abraham Zapruder,  ucraino (n. 1905)
- 31 agosto - Booker Ervin, sassofonista statunitense (n. 1930)
- 31 agosto - Amarro Fiamberti, psichiatra italiano (n. 1894)
- 31 agosto - Mario Fiamberti, calciatore italiano (n. 1894)
- 31 agosto - Alois Kovařovič, calciatore boemo (n. 1886)